# NGC 4837
NGC 4837 besteht aus zwei Einzelgalaxien; NGC 4837–1 ist eine 13,4 mag helle irreguläre Galaxie vom Hubble-Typ Ir; NGC 4837–2 eine 13,8 mag helle Spiralgalaxie vom Hubble-Typ Sd. Beide Galaxien bilden eine gravitationelle Doppelgalaxie im Sternbild der Jagdhunde und sind etwa 381 Millionen Lichtjahre von der Milchstraße entfernt. 
Sie wurden am 7. März 1831 von John Herschel mit einem 18,7-Zoll-Spiegelteleskop entdeckt, der dabei nur „A rather doubtful object; haze“ notierte. Ein Eintrag in den Katalog erfolgte auf Grund dieser Beobachtung nur einmal; bisher haben nur MGC und PGC eine weitere, zweite Nummer vergeben.